# Książę Chaosu
Książę Chaosu (tyt. oryg. Prince of Chaos) – dziesiąta i ostatnia (nie licząc krótkich opowiadań) część cyklu fantasy Kroniki Amberu (The Chronicles of Amber) Rogera Zelazny’ego. Jest to zarazem piąta część drugiej części cyklu, tzw. „Kronik Merlina”.
Wydanie angielskie (ISBN 0-688-08727-2) opublikowano w USA w listopadzie  1991 przez wydawnictwo William Morrow and Company. Okładkę zaprojektowała Linda Burr. Wydanie liczy 225 stron.
Pierwsze polskie wydanie ukazało się w 1995 r. nakładem wydawnictwa „Iskry” (Warszawa, ISBN 83-207-1491-5), w tłumaczeniu Piotra W. Cholewy, ilustrację na okładce wykonał Janusz Gutkowski, redaktorem była Małgorzata Pogoda, a redaktorem technicznym Elżbieta Kozak.
W roku 2005 książkę wydał Zysk i Spółka (ISBN 83-7298-019-5, stron: 220 Format: 125/183, oprawa: broszura).

## Fabuła
Merlin uczestniczy w koronacji swego przyjaciela Luke’a na króla Kashfy. Wkrótce jednak zastaje wezwany do Dworców Chaosu na pogrzeb władcy Chaosu Swayvilla. W Dworcach spotyka szereg swych dawnych przyjaciół z dzieciństwa. Spotyka też swego brata przyrodniego Jurta, który nieoczekiwanie postanawia zakończyć dotychczasowy konflikt. Okazuje się przy tym, że matka Merlina Dara i jego przybrany brat Mandor uknuli intrygę mającą na celu uczynienie Merlina królem, przy zachowaniu pełnej kontroli nad jego postępowaniem. Merlin zmuszony jest stoczyć walkę z matką i bratem. W walce pomaga mu skonstruowany przez niego superkomputer Ghostwheel, Mandorowi i Darze pomaga Logrus, który jednak uznaje przewagę Merlina. Merlin zostaje królem Chaosu.
Ostatnia część cyklu wyjaśnia też zagadkę Corwina, ojca Merlina który w tajemniczy sposób zniknął krótko po Wojnie Skazy Wzorca. Okazuje się, że był on uwięziony w Dworcach Chaosu. Merlin odnalazł i uwolnił ojca.
Tom ten swym charakterem odbiega nieco od innych części cyklu. Akcja  toczy się głównie w Dworcach Chaosu (w poprzednich tomach główne miejsca akcji to Amber i Cień Ziemia). Występuje też wiele postaci demonicznych, które jednak zazwyczaj budzą sympatię zamiast lęku.